# Інтеграл Фермі — Дірака
Інтегралом Фермі — Дірака, названого на честь Енріко Фермі і Поля Дірака, з індексом j називається функція, яка визначається: 
{\displaystyle F_{j}(x)={\frac {1}{\Gamma (j+1)}}\int _{0}^{\infty }{\frac {t^{j}}{e^{t-x}+1}}\,dt.}
Це альтернативне визначення для полілогарифма : 
{\displaystyle F_{j}(x)=-\operatorname {Li} _{j+1}(-e^{x})\,.}
Зокрема: 
{\displaystyle F_{0}(x)=\ln(1+e^{x}).}